# Силы защиты Эзидхана
Силы защиты Эзидхана (курд. Hêza Parastina Êzîdxanê — HPÊ) — военизированное формирование (милиция) иракских езидов.

## История
Силы защиты Эзидхана были созданы в результате нападения террористов ИГ на Синджар (Шангал) 3 августа 2014 года. Бойцы отряда отличились в обороне езидской святыни Шарфадин, а также в защите мирного населения в горах Синджар. Совместно с YPG обеспечивали безопасность коридора, по которому гражданские лица покидали осаждённый террористами Синджар. Попытки террористов вторгнуться в горы пресекались бойцами отряда. Неоднократно члены HPÊ организовывали нападения на конвои террористов. По решению езидских командиров и племенных лидеров HPŞ, совместно с YBŞ (Силы сопротивления Синджара), станут будущей милицией езидов в Синджаре. Костяк отряда составляют езидские добровольцы, бывшие Пешмерга и бывшие солдаты иракской армии. Главнокомандующим HPÊ является Хайдар Шешо, бывший депутат иракского парламента, который имеет большой авторитет в езидском обществе.

## Название
Милиция также известна как Силы защиты Синджара (курд. Hêza Parastina Şingal, HPŞ) до ноября 2015 года, когда милиция изменила своё название на Силы защиты Эзидхана (Hêza Parastina Êzîdxanê, HPÊ).